# Чистильщики (фильм)
«Чистильщики» (нем. Im Schatten der Netzwelt) — это документальный фильм о том, каким образом модерируется пользовательский контент в Facebook, а также о влиянии такого рода модерации на восприятие информации пользователями. Большая часть фильма — это рассказы самих модераторов об особенностях своей работы, отношении к ней и цензурированию в интернете, в целом.
Gebrueder Beetz Filmproduktion:

Когда вы публикуете что-то в интернете, можете ли вы быть уверены, что ваша публикация останется там? Приоткройте для себя занавес теневой индустрии цифровой чистки контента, где интернет избавляется от того, что ему не нравится — будь то насилие, порнография или публикации с политическим содержанием. Кто контролирует то, что мы увидим и как будем думать?
Оригинальный текст (англ.)When you post something on the web, can you be sure it stays there? Enter a hidden shadow industry of digital cleaning where the Internet rids itself of what it doesn't like - violence, pornography and - political content. Who is controlling what we see and what we think?